# آسپیک

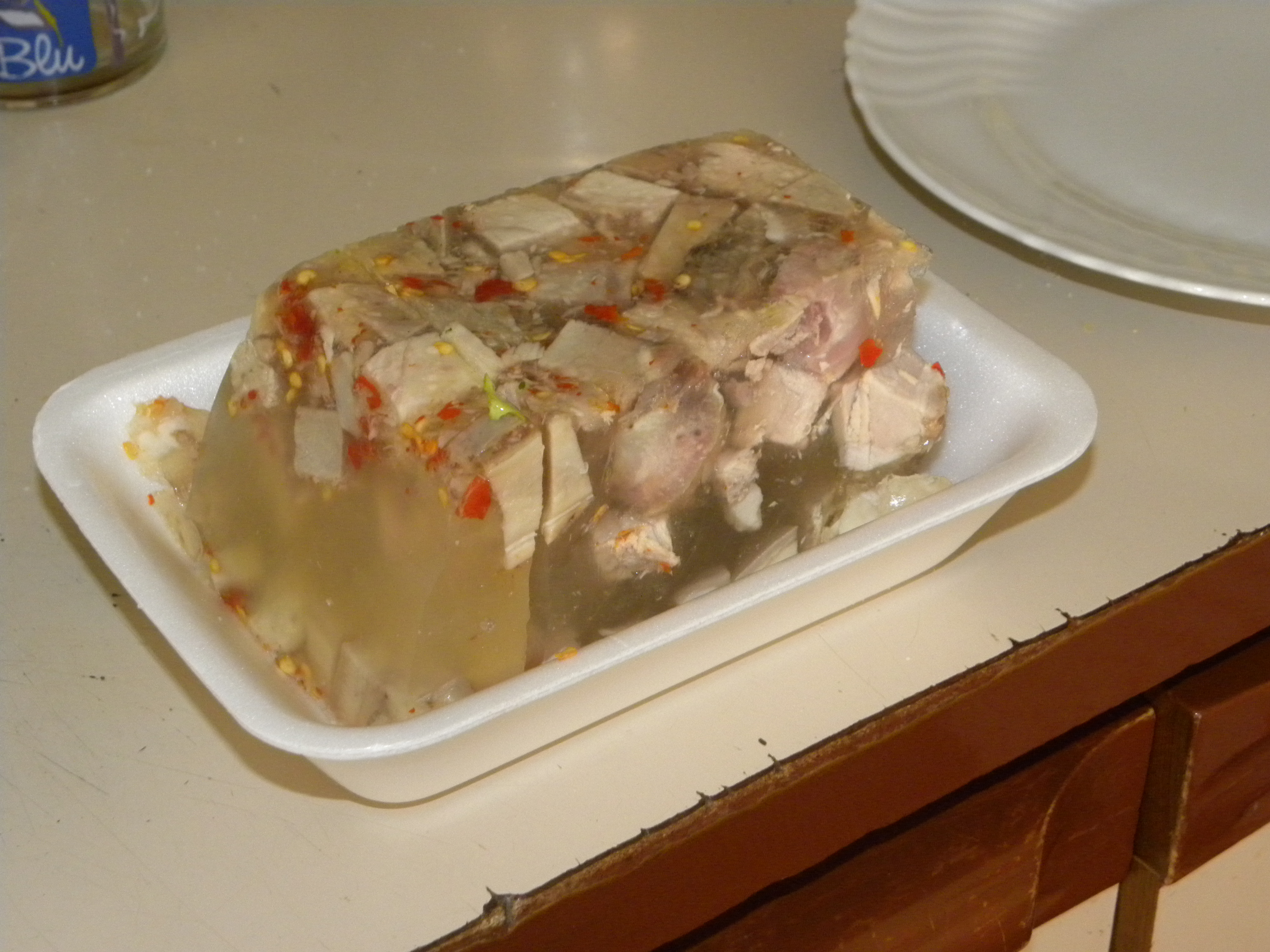
تصویری از یک آسپیک

آسپیک یا اَسپیک (انگلیسی: Aspic) یک ژله خوراکی و شفاف است که از آب گوشت، مرغ یا ماهی تهیه می‌شود. این ژله پس از سرد شدن به دلیل وجود ژلاتین طبیعی در آب گوشت، سفت می‌شود. گاهی اوقات برای اطمینان از سفت شدن کامل، ژلاتین ورقه‌ای یا پودری به آن اضافه می‌شود. آسپیک برای پوشش دادن و تزئین غذاهایی مانند گوشت و ماهی سرد، تخم‌مرغ، مرغ آب‌پز یا کبابی و سبزیجات استفاده می‌شود. انواع غذاها را می‌توان با آسپیک در قالب‌های تزئینی ترکیب کرد. آسپیک ساده خرد شده یا به شکل‌های مختلف بریده شده، برای تزئین غذاهای سرد استفاده می‌شود. همچنین، با مخلوط کردن مایونز یا سس ولوته با آسپیک مایع، می‌توان سس chaud-froid را تهیه کرد که می‌توان آن را رنگ‌آمیزی و برای تزئین غذاهای سرد استفاده کرد.